# Armous-et-Cau
Armous-et-Cau é uma comuna francesa na região administrativa de Occitânia, no departamento de Gers. Estende-se por uma área de 9,33 km². Em 2010 a comuna tinha 89 habitantes (densidade: 9,5 hab./km²).